# ¡Uno!
¡Uno! är ett studioalbum av den amerikanska musikgruppen Green Day. Det gavs ut den 21 september 2012 och innehåller 12 låtar.

## Låtlista
| Nr  | Titel           | Längd |
| --- | --------------- | ----- |
| 1.  | Nuclear Family  | 3:03  |
| 2.  | Stay the Night  | 4:36  |
| 3.  | Carpe Diem      | 3:25  |
| 4.  | Let Yourself Go | 2:57  |
| 5.  | Kill the DJ     | 3:41  |
| 6.  | Fell for You    | 3:08  |
| 7.  | Loss of Control | 3:07  |
| 8.  | Troublemaker    | 2:45  |
| 9.  | Angel Blue      | 2:46  |
| 10. | Sweet 16        | 3:03  |
| 11. | Rusty James     | 4:09  |
| 12. | Oh Love         | 5:03  |

## Listplaceringar
| Lista               | Topplacering |
| ------------------- | ------------ |
| Australien          | 3            |
| Belgien (Flandern)  | 6            |
| Belgien (Vallonien) | 5            |
| Danmark             | 8            |
| Finland             | 4            |
| Frankrike           | 12           |
| Italien             | 1            |
| Nederländerna       | 8            |
| Norge               | 3            |
| Nya Zeeland         | 2            |
| Portugal            | 13           |
| Schweiz             | 4            |
| Spanien             | 4            |
| Sverige             | 3            |
| Österrike           | 1            |